# 이나바 유
이나바 유(일본어: 稲葉 友, 1993년 1월 12일 ~)는 일본의 배우 겸 모델이다.

## 이력
- 2009년 제 22회 쥬논 슈퍼보이 콘테스트에서 그랑프리를 수상, 1년후 2010년  클론 베이비(TBS)로 데뷔.
- 가면라이더 오즈 때부터 가면라이더 시리즈 오디션에 참가했었으며, 드라이브의 주연인 토마리 신노스케 역의 오디션에도 참여했다고 한다.
- 고등학교 시절 담임 선생님이자 소속했던 핸드볼부의 고문이 마법전대 매지레인저의 히카루 역 이치카와 요스케이다.
- 유명 모델인 후지타 니콜과 열애설이 터졌다. 그리고 두 사람의 결혼 소식을 발표했다.
- 취미는 야구, 농구, 핸드볼, 근육 트레이닝, 밴드.

## 출연작

### TV 드라마
- 2014년 가면라이더 드라이브 - 시지마 고우 / 가면라이더 마하 역

### 영화
- 가면라이더X가면라이더 드라이브&가이무 MOVIE 대전 풀 스로틀 - 시지마 고우 / 가면라이더 마하 역
- 슈퍼히어로 대전 GP 가면라이더 3호 - 시지마 고우 / 가면라이더 마하 역
- 가면라이더X가면라이더 고스트&드라이브 MOVIE 대전 제네시스 - 시지마 고우 / 가면라이더 마하 역
- 극장판 가면라이더 지오 Over Quartzer - 시지마 고우 / 가면라이더 마하 역